# Grantown-on-Spey
Grantown-on-Spey (in gaelico scozzese: Baile Ùr nan Granndach) è una cittadina (e un tempo burgh) di circa 2.400 abitanti della Scozia nord-orientale, facente parte dell'area amministrativa del Moray e situata nell'area del Glen More Forest Park  (parte del Parco nazionale di Cairngorms e lungo il corso del fiume Spey (come dice anche il nome).

## Etimologia
Il toponimo Grantown deriva da quello della famiglia Grant, che governò la città.

## Geografia fisica

### Collocazione
Grantown-on-Spey si trova nell'estremità settentrionale del Glen More Forest Park, a circa 30 km a sud-ovest di Aberlour.
È situata ad un'altitudine di circa 220 metri.

## Società

### Evoluzione demografica
Al censimento del 2011, Grantown-on-Spey contava una popolazione pari a 2.428 abitanti. La località ha quindi conosciuto un incremento demografico, rispetto al 1991 e al 2001, quando contava 2.166 abitanti

## Storia
La cittadina iniziò a fiorire a partire dagli inizi del XVI secolo grazie alla costruzione in loco del Ballo Castle.
Nel 1694 il Ballo Castle fu chiamato Grant Castle, dopo essere precedentemente passato nelle mani della famiglia Grant.